# Красні Ключі (Кропивинський округ)
Кра́сні Ключі́ (рос. Красные Ключи) — селище у складі Кропивинського округу Кемеровської області, Росія.
Стара назва — Красний Ключ.

## Населення
Населення — 531 особа (2010; 637 у 2002).
Національний склад (станом на 2002 рік):
- росіяни — 71 %